# Robert Schurrer
Robert Schurrer (* 24. März 1890 in Vesoul; † 27. November 1972 in Straßburg) war ein französischer Sprinter.
Bei den Olympischen Spielen 1912 in Stockholm gewann er in der 4-mal-400-Meter-Staffel Silber mit der französischen Mannschaft. Über 200 Meter erreichte er das Halbfinale, über 100 und 400 Meter schied er im Vorlauf aus.
1911 wurde er nationaler Vizemeister über 400 Meter.

## Persönliche Bestzeiten
- 200 m: 23,0 s, 9. Juli 1911, Colombes
- 400 m: 51,8 s, 18. Juni 1911, Colombes